# Doutor Jivago
Doutor Jivago (em russo Доктор Живаго, transl. Doktor Jivago) é um romance histórico do escritor russo Boris Pasternak, que também foi adaptado para o cinema por Robert Bolt em 1965, num filme dirigido por David Lean. O romance tem o nome de seu protagonista, Yuri Jivago, um médico e poeta. Conta a história de um homem dividido entre duas mulheres sob fundo da Revolução Russa de 1917.
Embora o livro contenha trechos escritos entre os anos 1910 e  1920, Doutor Jivago só foi completado em 1956. O romance foi enviado ao jornal literário  Novy Mir ("Новый Мир"). Entretanto, os editores o rejeitaram por considerarem que nela estava implícita uma rejeição aos cânones do realismo socialista. Os censores soviéticos consideraram  algumas  passagens como antissoviéticas e perceberam o sutil criticismo de Pasternak ao stalinismo, à Coletivização, ao Grande expurgo e ao Gulag. O autor, através do personagem Jivago, mostrava mais preocupação com os indivíduos do que com a coletividade.
Existem várias traduções para português, sendo a mais recente publicada em 2017 no Brasil e em 2008 em Portugal.

## Enquadramento
Apesar de conter passagens escritas nas décadas de 1910 e 1920, Doutor Jivago apenas foi concluído em 1956. O romance foi submetido à revista literária Novy Mir (Новый Мир). No entanto, os editores rejeitaram o romance de Pasternak pela sua rejeição implícita do Realismo Socialista.
Pasternak enviou várias cópias do manuscrito em russo para amigos que viviam no ocidente.
Em 1957, o editor italiano Giangiacomo Feltrinelli conseguiu que o romance fosse extraído da União Soviética por Sergio D'angelo. Após entregar o manuscrito, Pasternak brincou: "Você fica convidado a ver-me frente ao pelotão de fuzilamento." Apesar dos esforços desesperados da União dos Escritores Soviéticos para impedir a publicação, Feltrinelli publicou uma tradução italiana do livro em novembro de 1957. Tão grande foi a procura por Doutor Jivago que Feltrinelli conseguiu ceder os direitos de tradução para dezoito línguas, muito antes da publicação do romance. O PCI expulsou Feltrinelli em retaliação pelo seu papel na publicação de um romance que consideravam como crítico do comunismo.

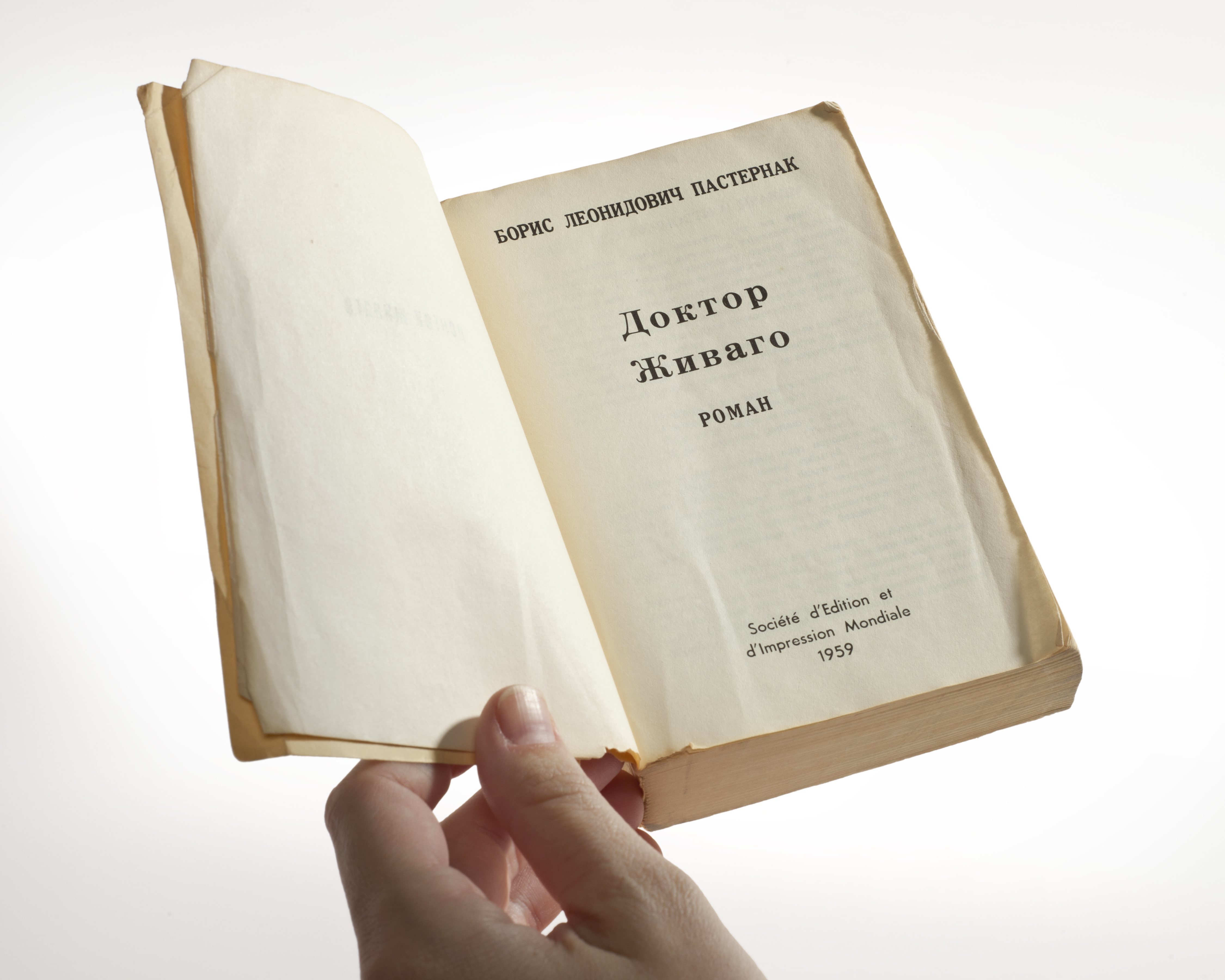
Cópia da edição original de Doutor Jivago, publicada secretamente pela CIA. A capa frontal e o frontispício identificam o livro em russo; a capa traseira do livro indicava que fora impresso em França.

A Central Intelligence Agency dos EUA rapidamente percebeu que o romance representava uma oportunidade para embaraçar o governo soviético. Um memorando interno elogiava "o grande valor propagandístico" do livro: não só o texto tinha uma mensagem humanista central, mas ter o governo soviético suprimido uma grande obra da literatura poderia levar o cidadão comum a questionar "o que há de errado com o seu governo". A CIA decidiu publicar o livro em língua russa e providenciou para que fosse distribuído no pavilhão do Vaticano na  Feira Mundial de Bruxelas de 1958.
Foram rapidamente também impressas traduções em inglês e francês. Uma pequena edição de 1000 cópias de uma versão adulterada em russo com erros de digitação e linhas truncadas da história foi publicada pela Mouton, uma editora da Holanda, em agosto de 1958, antes de Feltrinelli ter publicado a sua própria versão em russo.
O escritor Ivan Tolstoi afirma que a CIA ajudou a garantir que Doutor Jivago fosse submetido ao Comitê Nobel no seu idioma original, de modo a Pasternak ganhar o prémio Nobel e prejudicar ainda mais a credibilidade internacional da URSS. Ele acrescenta detalhes às alegações de Fetrinelli de que agentes da CIA interceptaram e fotografaram um manuscrito do romance e secretamente imprimiram um pequeno número de livros em russo.  Entretanto foram publicados documentos pela CIA que não provam que os esforços desta Agência para publicar uma edição em língua russa se destinavam a ajudar a ganhar o Nobel a Pasternak.
Mais recentemente, Anna Sergeyeva-Klyatis escreveu que, após a publicação do livro de Lazar Fleishman Russian Emigration Discovers Doctor Zhivago, a única conclusão possível é que a edição pirata de Doutor Jivago foi iniciada por uma das maiores organizações emigradas na Europa: a Central Association of Postwar Émigrées (Associação Central de Emigrados do Pós-guerra) CAPE. E ainda que a CAPE fosse conhecida por se envolver em actividades anti-soviéticas, a impressão desta edição não foi uma imposição da sua própria política mas antes a resposta às exigências espirituais da emigração russa que entrou em grande agitação pelo lançamento do romance de Pasternak em italiano sem uma edição original russa.
Em 1958 Pasternak escreveu a Renate Schweitzer,
Algumas pessoas acreditam que o prémio Nobel me pode ser atribuído este ano. Estou firmemente convencido de que serei ultrapassado e que irá para o Alberto Moravia. Você não pode imaginar todas as dificuldades, tormentos e ansiedades que advêm de me confrontar com a mera perspectiva, embora improvável, de tal possibilidade... Um passo fora do lugar — e as pessoas próximas a ti serão condenadas a sofrer de todo o ciúme, ressentimento, orgulho ferido e a decepção de outros, e velhas marcas no coração serão reabertas...
Em 23 de outubro de 1958, foi anunciado que Boris Pasternak era o vencedor Prémio Nobel de Literatura de 1958. A citação referia a contribuição de Pasternak para a poesia lírica russa e pelo seu papel no , "prosseguimento da grande tradição da épica russa". Em 25 de outubro, Pasternak enviou um telegrama à Academia Sueca:
Infinitamente grato, emocionado, orgulhoso, surpreendido, esmagado.
De acordo com o jornalista João Gobern: “Os rumores da atribuição do Nobel da Literatura aumentaram o desespero soviético que chegou a pressionar directamente a Academia sueca. Nada feito. Consumada a escolha, só restavam dois passos aos soviéticos: obrigar Pasternak a recusar o prémio que, no próprio dia do anúncio, tinha tão orgulhosamente aceitado; iniciar uma campanha interna quase inédita (só a excomunhão de Trotsky se lhe equipara) que visava a credibilidade e as intenções do escritor…”
Como resultado, Pasternak enviou um segundo telegrama ao Comitê do Nobel:
Tendo em conta o significado dado ao prémio pela sociedade em que vivo, tenho de renunciar a essa distinção imerecida, que me foi conferida. Por favor, não considerem a despropósito a minha renúncia voluntária.
A Academia Sueca anunciou: "Esta recusa, é claro, de modo algum altera a validade do prémio. Resta apenas à Academia, no entanto, anunciar com pesar que a entrega do prémio não poderá ter lugar."
Apesar da sua decisão de recusar o prémio, a União dos Escritores Soviéticos continuou a denunciar Pasternak na imprensa soviética. Além disso, ele foi ameaçado pelo menos com o exílio formal para o ocidente. Em resposta, Pasternak escreveu directamente ao líder soviético Nikita Khrushchev, "Deixar a pátria será para mim igual à morte. Estou amarrado à Rússia pelo nascimento, pela vida e pelo trabalho."
Pouco depois, Bill Mauldin produziu um cartoon político satirizando a campanha do estado soviético contra Boris Pasternak. O cartoon retrata Pasternak e outro condenado a cortar árvores na neve. Na legenda, Pasternak diz, "Eu ganhei o prémio de Nobel de Literatura. Qual foi o teu crime?" O desenho venceu o prémio Pulitzer de cartoonismo editorial em 1959.
Pasternak morreu de câncer dos pulmões, na sua vivenda em Peredelkino, na noite de 30 de maio de 1960.
Apesar de ter havido apenas uma pequena notícia no Jornal Literário, foram disseminados avisos escritos à mão com a data e hora do funeral em todo o sistema de metro de Moscovo e assim milhares de admiradores viajaram de Moscovo para o funeral civil de Pasternak em Peredelkino.
Até à década de 1980, a poesia de Pasternak só foi publicada sob forte censura. Além disso, a sua reputação continuou a ser menosprezada na propaganda de estado até que Mikhail Gorbachev proclamou a perestroika.
Em 1988, depois de décadas de circulação clandestina, Doutor Jivago saiu finalmente em série nas páginas da Novy Mir, revista que passou a ter uma posição anti-comunista. No ano seguinte, Yevgeny Borisovich Pasternak foi finalmente autorizado a viajar a Estocolmo para receber a medalha do Nobel do seu pai. Na cerimônia, o violoncelista Mstislav Rostropovich tocou uma composição de Bach em honra e memória do laureado.

## Temas

### Solidão
No pano de fundo de toda uma grande mudança política, vemos que tudo é regido pelo desejo humano básico de companhia. Jivago e Pasha, apaixonados pela mesma mulher, cruzam a Rússia naqueles tempos voláteis em busca da tal estabilidade. Estão ambos envolvidos a quase todos os níveis dos tempos tumultuosos por que a Rússia passou na primeira metade do século XX e, no entanto, o tema comum e a força motivadora por trás de todos os seus movimentos é um desejo de uma vida familiar estável. Quando o conhecemos, Jivago está a ser afastado de tudo que ele conhece. Ele está a soluçar no enterro de sua mãe. Testemunhamos o momento em que toda a estabilidade é destruída e o resto da história é a sua tentativa de recriar a segurança que lhe foi tirada quando era tão jovem. Após a perda da sua mãe, Jivago desenvolve um anseio, a que Freud chamou o "objeto materno" (amor e afeição femininos), nos seus posteriores relacionamentos amorosos com mulheres.  O seu casamento com Tonya não nasceu da paixão, mas da amizade. De certa forma, Tonya assume o papel da figura mãe que Jivago sempre procurou e de que sente a falta. Esta, no entanto, não é uma ligação romântica; ainda que lhe seja leal toda a vida, nunca poderia encontrar a verdadeira felicidade com ela, pois falta a essa relação o fervor que foi completo no seu relacionamento com Lara.

### Individualismo
A revolução russa foi no seu cerne uma luta ideológica, forçando novos e velhos a alinharem-se ou a arricarem a morte. A sua natureza inflexível colocou grande pressão sobre os ideais de pensamento e de escolha individuais, representada na constante tentativa de Yuri Jivago de se colocar em consonância com a revolução. Yuri é o individualista persistente, expressando-se através da poesia e reconhecendo a beleza em todos os aspectos da vida. É frequentemente esmagado pela emoção, sendo profundamente introspectivo. O seu caso com Lara foi alimentado primeiro por paixão e romantismo. No entanto, gradualmente percebe que o seu compromisso com a sua filosofia muito própria se torna insustentável face à cristalização da ideologia soviética. São inúteis as suas tentativas de manter a sua própria individualidade: numa cena crucial, ele atinge e possivelmente mata jovens cadetes contra-revoluconários apesar da relutância em o fazer. A morte de pessoas é uma traição às crenças pessoais, e Yuri fica horrorizado e desmoralizado pelo incidente. Em última análise, a recusa da revolução em reconhecer a natureza fundamental do indivíduo leva a que, independentemente da facção a que adira, Yuri não será capaz de sobreviver na nova era soviética como um verdadeiro indivíduo.

### Revolução transviada e corrompida
Quando era novo, Jivago apreciava discussões políticas com pessoas instruídas como o seu tio Nikolay. A visão de Jivago era relativamente neutra — embora não sendo um entusiasta da revolução, reconhecia que a Rússia necessitava de uma profunda reforma. Com o avanço da história, no entanto, Jivago percebe que muitos activistas políticos simplesmente papagueiam as ideias que ouviram, recitando as linhas memorizadas para parecerem intelectuais. Outros ainda buscam ativamente o poder para si próprios, aproveitando-se da sede do povo por aperfeiçoamento prometendo mais do que pretendiam dar. Pasternak mostra o que pensava que tinha errado na revolução: que inicialmente os líderes revolucionários tinham boas ideias, mas por causa de falhas humanas essas ideias foram deformadas ou mesmo esquecidas como à medida que a revolução se transformava numa completa guerra civil. A estratégia de Pasternak para transmitir este ponto é introduzir no enredo vilões aparentemente óbvios, mas que no contexto de toda a história, o resultado do seu mau comportamento é insignificante comparado com os danos causados pelo esforço revolucionário corrompido. Komarovsky e Strelnikov são ambos antagonistas no sentido de que eles causam sofrimento a outros personagens no livro, mas Pasternak habilmente usa-os para mostrar que o mal causado pelo primeiro era temporário e relativamente menor, enquanto que o trauma e o sofrimento causados pelo embate do trem transviado da revolução eram permanentes, muitas vezes fatais e certamente mais devastadores para a sociedade russa.

## Crítica literária
Alguns críticos literários consideram "que não havia nenhum verdadeiro enredo do romance, que a sua cronologia era confusa, que os personagens principais foram estranhamente apagados, que o autor se baseou demasiado em coincidências artificiais." Vladimir Nabokov disse que era "uma coisa pobre, desajeitada, banal e melodramática, com situações de reserva (stock), advogados voluptuosos, raparigas inacreditáveis, ladrões românticos e coincidências banais." Por outro lado, alguns críticos elogiaram-no por ser coisas que, na opinião do tradutor Richard Pevear, não houve nunca intenção que fossem: uma história de amor movimentada, ou uma biografia lírica de um poeta colocado perante as duras realidades da vida soviética.  Pasternak defendeu as inúmeras coincidências do enredo, dizendo que são "traços para caracterizar esse algo voluntarioso, livre, fantasioso fluxo da realidade."

## Nomes e lugares

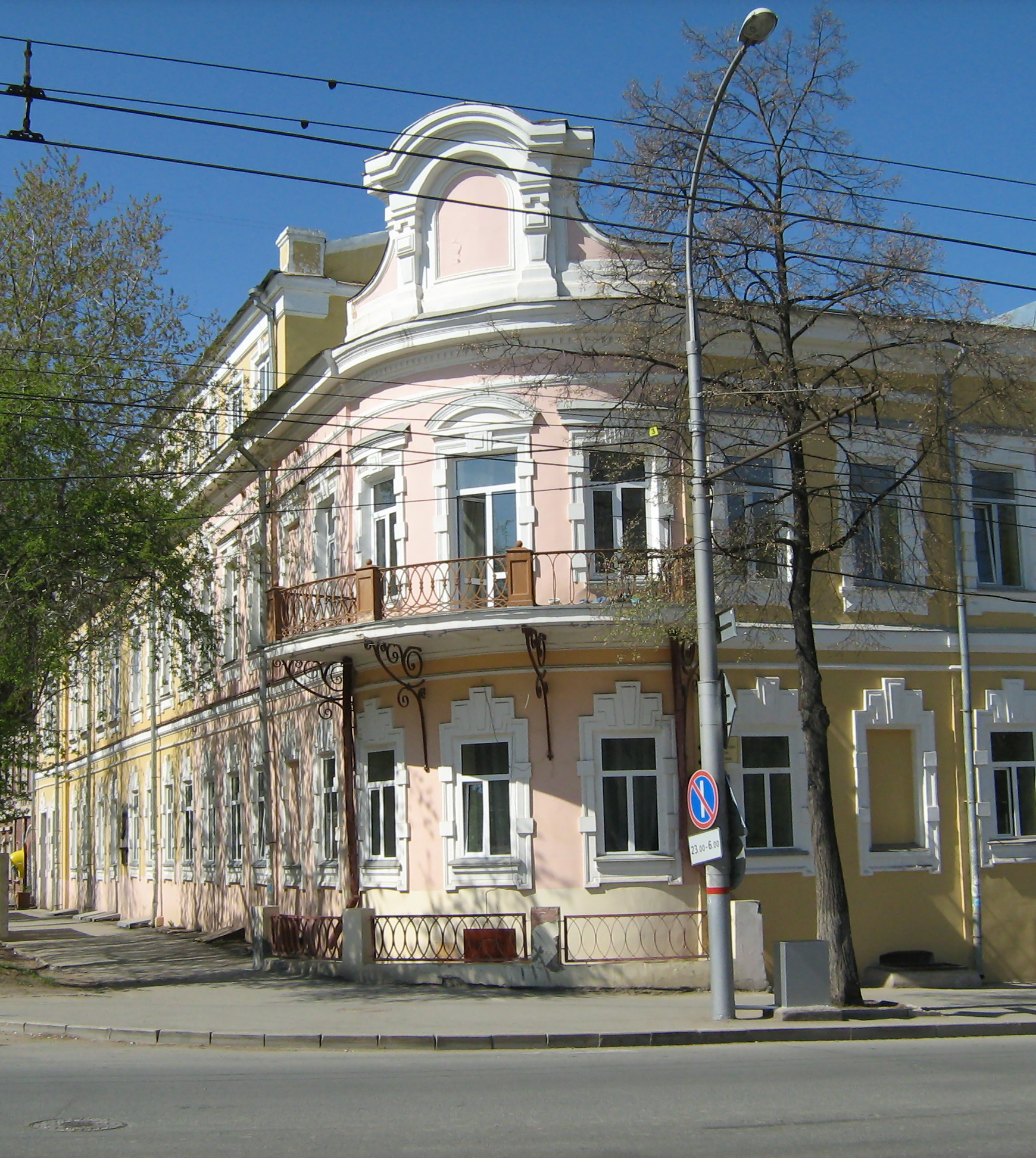
Biblioteca Pushkin de Perm

- Zhivago (Живаго): a raiz em russo zhiv é similar a "vida".[25]
- Larissa: um nome grego que sugere "brilhante, alegre".
- Komarovsky (Комаровский): komar (комар) é "mosquito" em russo.
- Pasha (Паша): o diminutivo de "Pavel" (Павел), o correspondente russo de Paulo.
- Strelnikov (Стрельников): pseudónimo de Pasha/Pavel Antipov, strelok significa "atirador"; também é designado Rasstrelnikov (Расстрельников), o que significa "carrasco".
- Yuriatin (Юрятин): a cidade fictícia foi baseada em Perm, perto donde Pasternak viveu alguns meses em 1916. Note-se que pode ser entendido em russo como "a cidade de Yuri".
- A sala de leitura pública de Yuriatin foi baseada na Biblioteca Pushkin de Perm.

## Adaptações

### Filme
- A adaptação mais famosa é a adaptação cinematográfica de 1965 dirigida por David Lean, protagonizado pelo actor egípcio Omar Sharif no papel de Jivago e pela inglesa Julie Christie como Lara, e ainda por Geraldine Chaplin como Tonya e Alec Guinness como Yevgraf. O filme teve um grande sucesso comercial e ganhou cinco Oscares. É amplamente considerado como um filme popular e clássico. A banda sonora de Maurice Jarre, incluindo o romântico "tema de Lara", reforçou o caracter atractivo do filme. Embora fiel ao enredo do romance, as descrições de vários personagens e eventos são visivelmente diferentes do livro.

## Traduções em português
- Livraria Bertrand, 1959, Ribeiro, Aquilino, 1885-1963, pref.; Abelaira, Augusto, 1926-2003, trad.; Ferreira, David Mourão, 1927-1996, trad., CDU: 821.161.1-31"19"
- Publicações Europa-América, 2006, ISBN 9789721050457
- Record, trad. Zoia Prestes, 2007, EAN: 9788501054241
- Sextante Editora, 2008, Trad. Antonio Pescada. ISBN 978-989-676-075-5